# George Marthins
George Eric McCarthy Marthins (* 24. Dezember 1905 in Madras; † 23. März 1989 in Ottawa, Kanada) war ein indischer Hockeyspieler, der 1928 eine olympische Goldmedaille gewann.

## Leben
Gorge Marthins war Stürmer der indischen Mannschaft bei den Olympischen Spielen 1928. Die Mannschaft gewann ihre vier Vorrundenspiele, erzielte 26 Tore und erhielt kein Gegentor. Im Finale siegte die indische Mannschaft mit 3:0 gegen die niederländische Mannschaft. Die ersten beiden Tore im Finale erzielte Dhyan Chand, das dritte Tor schoss George Marthins.
George Marthins besuchte das St. George’s College in Masuri und lernte dort das Hockeyspiel. Dieses College brachte insgesamt sechs Olympiasieger im Hockey hervor. 1928 gehörten Michael Gateley, William Goodsir-Cullen und George Marthins zur indischen Mannschaft, 1936 Lionel Emmett, Earnest Goodsir-Cullen und Carlyle Tapsell.